# Hodenc-en-Bray
Hodenc-en-Bray es una comuna francesa situada en el departamento de Oise, en la región de Alta Francia.

## Demografía
| 365 | 310 | 277 | 313 | 382 | 423 | 492 |
| Para los censos de 1962 a 1999 la población legal corresponde a la población sin duplicidades (Fuente: INSEE [Consultar]) |     |     |     |     |     |     |